# Curtiss NC-4
Le NC-4 était un hydravion Curtiss NC, conçu par Glenn Curtiss et son équipe puis fabriqué par la Curtiss Aeroplane and Motor Company. En mai 1919, le NC-4 devint le premier avion à traverser l'Océan Atlantique, partant de l'État de New York et atteignant Lisbonne, au Portugal, en 19 jours. Dans cet intervalle de temps étaient également comprises les phases d'arrêt pour les nombreuses réparations et pour le repos de l'équipage, avec des escales le long de la route dans le Massachusetts, en Nouvelle-Écosse (sur le territoire principal), sur l'île de Terre-Neuve, et deux arrêts dans les Açores. Enfin, son vol entre les Açores et Lisbonne vint compléter le premier vol transatlantique entre l'Amérique du Nord et l'Europe. Deux autres vols supplémentaires, de Lisbonne jusqu'au nord-ouest de l'Espagne, puis vers Plymouth en Angleterre, permirent de compléter le premier vol entre l'Amérique du Nord et la Grande-Bretagne.
L'accomplissement des aviateurs navals du NC-4 fut toutefois un peu éclipsé, dans l'esprit du public, par le premier vol transatlantique sans escale, qui dura 15 h 57 min et fut réalisé par les pilotes de la Royal Air Force John Alcock et Arthur Whitten Brown, deux semaines plus tard.

## Contexte
La capacité transatlantique du NC-4 fut le résultat de développements dans l'aviation qui commencèrent avant la Première Guerre mondiale. En 1908, Glenn Curtiss avait expérimenté sans succès l'installation de flotteurs sur la structure de son premier avion, le June Bug, mais son premier décollage réussi depuis la surface de l'eau ne fut pas réalisé avant l'année 1911, avec un avion A-1 équipé d'un ponton central. En janvier 1912, il fit voler son premier « hydro-aeroplane » à coque, ce qui le mena à une présentation avec l'officier naval à la retraite John C. Porte, qui cherchait alors un partenaire pour produire un avion avec lui, dans le but de gagner le prix proposé par le quotidien Daily Mail pour le premier vol transatlantique entre les Îles Britanniques et l'Amérique du Nord, pas nécessairement sans escale, mais en n'utilisant par contre qu'un seul et même appareil (par exemple, les changements d'appareils en Islande ou dans les Açores n'étaient pas autorisés).
Emmitt Clayton Bedell, un ingénieur en chef de Curtiss, améliora la coque en incorporant la « Bedell Step », une innovante petite marche (ou décrochement) dans le dessin de la coque permettant de déjauger avec plus d'aisance lors du décollage depuis l'eau. Porte et Curtiss furent rejoints par le lieutenant John Henry Towers de l'US Navy, qui assura la fonction de pilote d'essai. Le Curtiss America de 1914 produit par Porte et Curtiss était un avion plus gros, avec deux moteurs et deux hélices en configuration poussive. Les membres de l'équipe avaient espoir de remporter le prix pour le premier vol transatlantique, mais leurs ambitions furent brutalement stoppées le 4 août 1914, par l'éclatement de la Première Guerre mondiale en Europe.
Le développement continua aux États-Unis et Porte, désormais de retour dans le corps naval de la Royal Navy, le Royal Naval Air Service (RNAS), ordonna que plus d'hydravions soient construits par la compagnie Curtiss. Ils pouvaient être utilisés pour de longues patrouilles de lutte anti-sous-marine. Porte modifia ensuite ces avions et en développa son propre modèle d'hydravions, les Felixstowe, avec des moteurs plus puissants, un rayon d'action plus important, de meilleures coques et de meilleures caractéristiques de maniabilité. Il partagea toutefois ces concepts avec la compagnie Curtiss, qui les produisit ensuite sous licence pour les vendre au gouvernement américain. Cette production fit apparaître un lot de quatre appareils identiques, les NC-1, NC-2, NC-3 et le NC-4, les quatre premiers hydravions de taille moyenne Curtiss NC de l'US Navy fabriqués par la compagnie Curtiss. Le NC-4 effectua son premier vol le 30 avril 1919.
La Première Guerre mondiale prit fin en novembre 1918, avant l'achèvement de la construction des quatre Curtiss NC. Puis, en 1919, avec plusieurs hydravions en leur possession, les officiers responsables de l'US Navy décidèrent de démontrer les capacités des hydravions en effectuant un vol transatlantique. Toutefois, il était nécessaire de planifier des escales de ravitaillement en carburant et de réparations, qui permettraient également aux hommes d'équipage de manger et de se reposer — car les NC étaient des appareils au vol assez lent —. Par exemple, le vol entre Terre-Neuve et les Açores nécessitait de nombreuses heures de vol de nuit car il ne pouvait pas être complété en une seule journée de vol.

## Le vol transatlantique

### La traversée

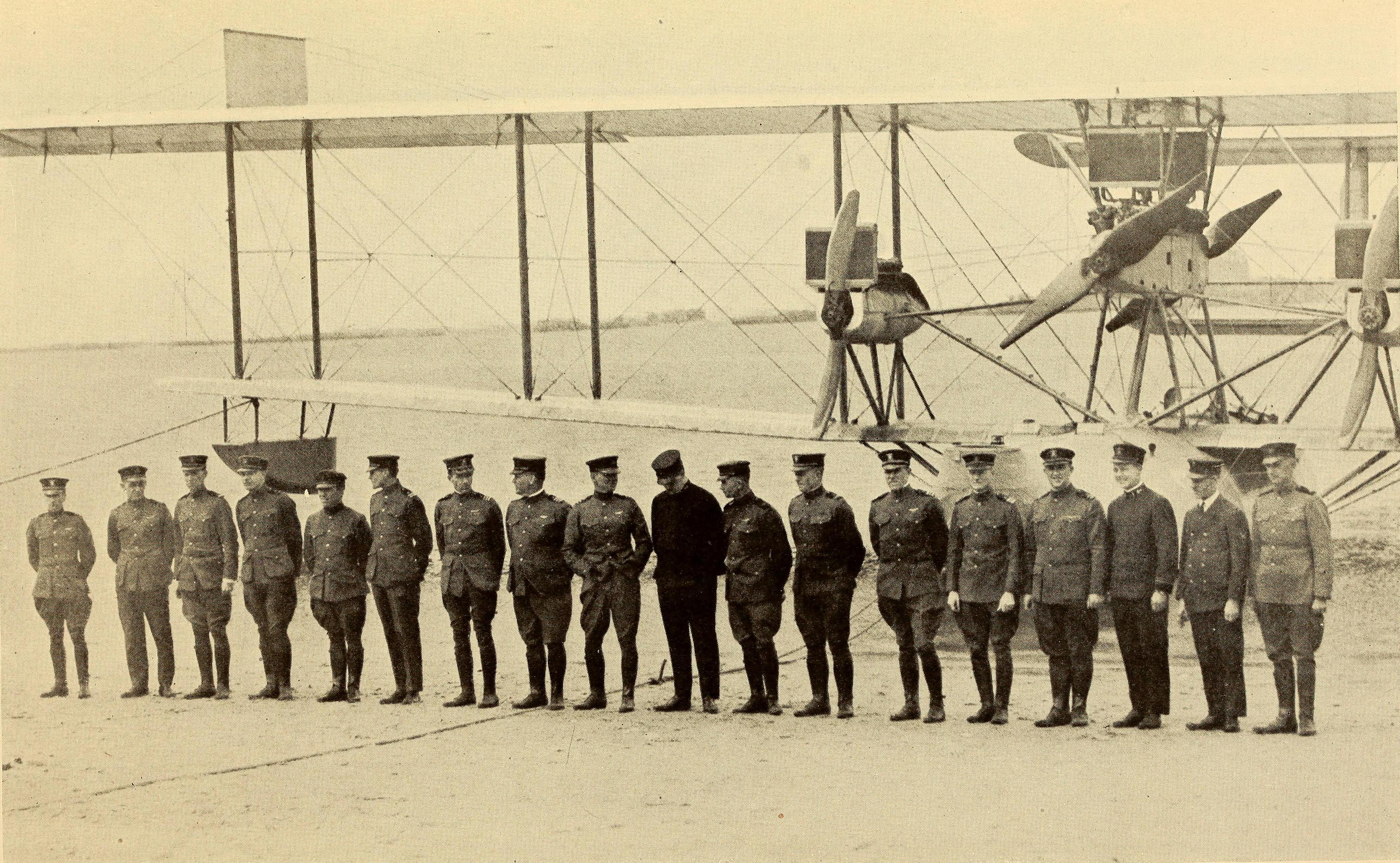
Les équipages des NC-4, NC-3 et NC-1, juste avant leur départ pour le premier vol transatlantique.

L'expédition du vol transatlantique de l'US Navy débuta le 8 mai 1919. Le NC-4 débuta en compagnie de deux autres Curtiss NC, les NC-1 et NC-3, le NC-2 ayant été cannibalisé pour réparer le NC-1 avant même que le voyage ait commencé. Les trois avions partirent de la base aéronavale Rockaway (en) (NAS Rockaway), avec des étapes à la base aéronavale Chatham (en) (NAS Chatham), dans le Massachusetts, et à Halifax, en Nouvelle-Écosse, avant de rejoindre Trepassey, sur l'île de Terre-Neuve, le 15 mai. Huit navires de guerre de l'US Navy avaient été placés le long du nord de la côte Est des États-Unis et du Canada atlantique pour aider les Curtiss NC à la navigation et pour venir au secours de leurs équipages en cas de problème.
Le « navire-base », ou le navire amiral de tous ceux que la Navy avait assigné au soutien du vol des NC, était l'ancien mouilleur de mines USS Aroostook (CM-3), que la marine américaine avait converti en ravitailleur d'hydravions juste avant le vol des NC. Avec un déplacement légèrement supérieur à 3 000 tonnes, l'Aroostook était plus gros que les destroyers qui avaient été assignés au soutien du vol transatlantique en 1919. Avant que les NC ne décollent de New York, l'Aroostook avait été envoyé à Trepassey, à Terre-Neuve, pour attendre leur arrivée puis leur fournir du carburant, des lubrifiants et effectuer des travaux de maintenance. Ensuite, il traversa l'Atlantique à pleine vapeur pour rejoindre le groupe d'avions lors de son arrivée en Angleterre.

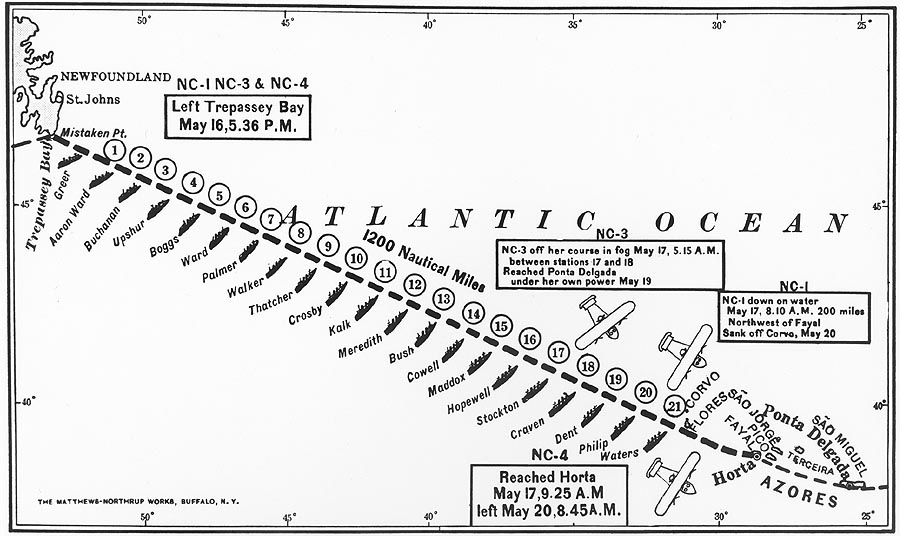
Les navires de guerre de l'US Navy, « alignés comme un collier de perles » le long de la route suivie par les hydravions NC (3e étape).

Le 16 mai, les trois NC décollèrent pour réaliser le plus vol de leur voyage, de la Nouvelle-Écosse vers les îles des Açores, au milieu de l'Atlantique. 22 navires supplémentaires de la Navy — la plupart étant des destroyers — furent postés à des intervalles d'environ 80 kilomètres (50 miles) le long de la route empruntée par les avions. Ces « navires-stations » étaient fortement illuminés pendant la nuit. Leurs marins allumaient et orientaient leurs phares de recherche vers le ciel et tiraient également de nombreuses fusées éclairantes très brillantes pour aider les aviateurs à rester sur leur route de vol prévue. Ce dispositif fut ensuite surnommé « le collier de perles » (en anglais : « String of Pearls »).
Après avoir volé toute la nuit et la majeure partie du jour suivant, le NC-4 atteignit la ville d'Horta, sur l'île volcanique de Faial dans les Açores, l'après-midi suivante, après un vol d'environ 1 920 km ayant demandé aux équipages une activité ininterrompue de 15 h 18 min. Les NC rencontrèrent d'épais bancs de brouillard le long de la route. Les NC-1 et NC-3 furent forcés de se poser en plein océan, en raison d'une visibilité très mauvaise et d'une perte de repères visuels rendant le vol extrêmement dangereux (perte de l'horizon). Le NC-1 fut endommagé par son amerrissage dans les eaux agitées et ne put jamais reprendre l'air. Le NC-3 avait été, lui, victime de problèmes mécaniques. L'équipage du NC-1, parmi lequel figurait le futur amiral Marc A. Mitscher, fut secouru par le cargo grec SS Ionia. Ce navire prit également le NC-1 en remorquage, mais l'avion coula trois jours plus tard et fut à jamais perdu dans les eaux profondes de l'Atlantique,. Les pilotes du NC-3, parmi lequel figurait le futur amiral John Henry Towers, firent naviguer leur hydravion sur une distance de quelque 200 nautiques pour atteindre les Açores, où ils furent pris en charge et remorqués par un navire de l'US Navy.
Trois jours après son arrivée dans les Açores, le 20 mai, le NC-4 décolla à nouveau pour Lisbonne, mais fut victime d'ennuis mécaniques, forçant ses pilotes à se poser à nouveau à Ponta Delgada, près de l'île de São Miguel, toujours dans les Açores, après un vol de seulement 240 kilomètres. Après plusieurs jours de retard pris pour la réception de pièces détachées et les réparations, le NC-4 reprit l'air le 27 mai. Des navires-stations de la Navy était là-encore stationnés le long de la route empruntée par l'appareil pour l'assister dans sa navigation, en particulier pendant les phases de vol nocturnes. Treize navires étaient disposés le long de la route entre les Açores et Lisbonne. Le NC-4 ne rencontra plus de problème sérieux et atterrit plus tard dans le port de Lisbonne, après un vol de 9 h 43 min. Le NC-4 devint alors le premier aéronef — tous types confondus — à traverser l'Océan Atlantique. En effectuant en vol la distance séparant le Massachusetts et Lisbonne, le NC-4 vola également « de continent à continent » entre l'Amérique du Nord et l'Europe. La partie de ce vol entre Terre-Neuve et Lisbonne prit à elle-seule un total de dix jours et 22 heures, avec toutefois un temps de vol réel de seulement 26 h 46 min. Le NC-4 vola ensuite vers l'Angleterre, arrivant à Plymouth le 31 mai et y recevant un accueil chaleureux, après avoir mis 23 jours pour relier Terre-Neuve à la Grande-Bretagne. Pour les dernières étapes du vol — de Lisbonne à Ferrol en Espagne, puis de Ferrol à Plymouth —, dix navires supplémentaires de l'US Navy furent postés le long de la route. Au total, 53 navires de la marine américaine furent utilisés pour baliser la route entre New York et Plymouth. La majeure partie de la route empruntée par le NC-4 fut indiquée dans la carte de l'Atlantique Nord publiée par le magazine Flight International le 29 mai 1919, alors que le NC-4 était encore au Portugal.

### Un triomphe de courte durée
L'exploit de réaliser le premier vol transatlantique fut cependant quelque-peu éclipsé peu de temps après par le premier vol transatlantique sans escale d'Alcock et Brown à bord d'un biplan Vickers Vimy, lorsqu'ils effectuèrent un vol non-stop de Terre-neuve à l'Irlande les 14 et 15 juin 1919, en 16 h 27 min. Par conséquent, Alcock et Brown remportèrent un prix de 10 000 £ offert par le quotidien Daily Mail, qui avait été annoncé une première fois en 1913 puis renouvelé en 1918, à « l'aviateur qui le premier traversera l'Atlantique dans un aéronef en vol à partir de n'importe-quel point des États-Unis, de Terre-Neuve ou du Canada, vers n'importe-quel point en Grande-Bretagne ou Irlande, en 72 heures consécutives »,,. Les conditions stipulaient également « qu'un seul avion soit utilisé pour chaque tentative ». Il n'y avait donc aucune possibilité de changer pour un avion plus neuf en Islande, au Groenland, aux Açores ou plus loin.
Alcock et Brown effectuèrent également leur vol sans escale, bien que cela ne fut pas spécifié dans les règles établies par le Daily Mail. Théoriquement, les aviateurs tentant la traversée auraient pu faire escale sur des îles situées le long de leur route pour ravitailler leur avion en carburant, du moment que le vol complet soit effectué dans les 72 heures spécifiées dans le journal. La règle stipulant qu'un seul avion devait être utilisé élimina la possibilité d'avoir des appareils neufs, avec leurs réservoirs de carburant déjà remplis et une huile fraîche dans les moteurs, attendant que les pilotes changent d'un avion « fatigué » vers un tout neuf. Les Curtiss NC ne furent jamais engagés dans ce défi, car les planificateurs de l'US Navy n'avaient jamais prévu que leur vol ne soit accompli en moins de 72 heures.

## L'équipage duNC-4
Les hommes d'équipage du NC-4 étaient :

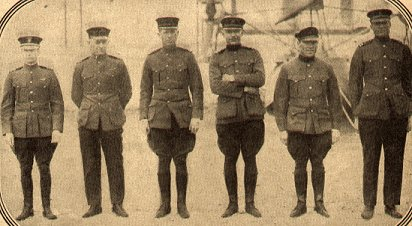
L'équipage du NC-4, prenant la pose avant qu'Howard ne fut remplacé.
De gauche à droite : Read, Stone, Hinton, Rodd, Howard et Breese.

- Albert Cushing Read, le commandant et navigateur de la traversée ;
- Walter Hinton (en) et Elmer Fowler Stone (en), les deux pilotes ;
- James L. Breese et Eugene Rhodes, les deux officiers mécaniciens navigants ;
- Herbert C. Rodd, l'opérateur radio.

Plus tôt, E.H. Howard avait été choisi pour être l'un des deux mécaniciens navigants, mais le 2 mai, Howard perdit une main en s'approchant trop près d'une hélice en mouvement. Par conséquent, il fut remplacé par Rhodes au sein de l'équipage.

## Après la traversée

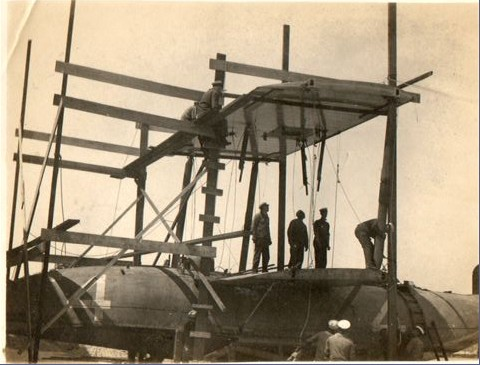
Le NC-4 en cours de démontage en juin 1919 à Plymouth, en Angleterre, avant de repartir par bateau vers les États-Unis.

Après son arrivée à Plymouth, en Angleterre, les hommes d'équipage du NC-4, qui avaient été rejoints par ceux — moins chanceux — des NC-1 et NC-3, prirent le train pour Londres, où ils reçurent un accueil mouvementé. Ensuite, ils visitèrent Paris, en France, recevant à nouveau un accueil triomphal.
Le NC-4 fut démonté à Plymouth, puis chargé à bord de l'USS Aroostook, qui avait déjà servi de navire de soutien principal pendant toute la traversée de l'Atlantique, pour repartir vers les États-Unis. L'Aroostook arriva au port de New York le 2 juillet 1919. À la suite de leur retour à bord du paquebot USS Zeppelin, les trois équipages effectuèrent une tournée le long de la côte Est des États-Unis et de la côte du Golfe.
Le 9 février 1929, le Congrès des États-Unis publia la Law 70-714 (45 Stat. 1157), attribuant des Congressional Gold Medals au Lt. Commander John H. Towers pour « la conception, l'organisation et le commandement du premier vol transatlantique », ainsi qu'aux six autres membres de l'équipage « pour leur extraordinaire accomplissement dans la réussite du premier vol transatlantique, dans l'hydravion de la marine des États-Unis NC-4, en mai 1919 ». L'US Navy créa ensuite une décoration militaire, connue sous le nom de NC-4 Medal. Elle est l'une des très rares médailles d'or du Congrès à avoir existé en version miniature pouvant être portée sur un uniforme naval ou militaire.

## De nos jours
Après son retour aux États-Unis, le NC-4 a été exposé en public à New York et dans plusieurs autres villes, parmi lesquelles Philadelphie et Washington. La coque du NC-4 a été exposée à la Smithsonian Institution en 1920, puis transférée au Smithsonian en 1927. Les éléments restants avaient été conservés en stockage par la marine américaine jusqu'à ce que le Smithsonian les obtienne, en 1961. Le Smithsonian a alors décidé de complètement restaurer l'avion pour célébrer le 50e anniversaire du premier vol transatlantique. Avec l'aide de trois techniciens de la marine, la restauration a été achevée et l'avion a été exposé à l'intérieur de l'ancien pavillon des Arts et Industries à Washington, DC le 8 mai 1969. Après cette courte exposition, l'avion a été désassemblé puis placé en stockage, jusqu'à ce qu'il soit prêté au National Museum of Naval Aviation de Pensacola, en 1974.
Une réplique à échelle réduite du NC-4 est conservée dans la galerie « Milestones of Flight » du National Air and Space Museum (NASM), une place de valeur dans laquelle il est exposé à côté du Wright Flyer original de 1903, du Spirit of St. Louis de Charles Lindbergh (1927), de l'avion-fusée Bell X-1 Glamorous Glennis de Chuck Yeager (1947) et de l'avion-fusée de recherches à haute altitude North American X-15.